# Mecynometa
Mecynometa là một chi nhện trong họ Tetragnathidae.